# Grindavík
Grindavík er en fiskerby på halvøen Reykjanes i den sydvestlige del af Island ikke langt fra vulkanen Þorbjörn. Byen, som primært er kendt for sin fiskeindustri og den i nærheden beliggende Blå Lagune, havde 1. januar 2023 3.669 indbyggere. Den 10. april 1974 fik Grindavík, som nu havde omkring 1.600 indbyggere, byrettigheder. I 1989 fortsatte befolkningen med at vokse til 2.161 indbyggere..
Størstedelen af beboerne lever af fiskeri, forarbejdning og handel. Der er gode fiskepladser direkte ud for Grindavík. Som følge heraf har den nu udvidede havn væsentlig betydning for landets økonomi. Fiskene, der blev fanget ude for kysten – mest sild, lodde, havkat og torsk, blev konserveret ved tørring indtil slutningen af 1800-tallet; senere lagt i salt og frosset siden anden halvdel af det 20. århundrede. For at gøre denne udvikling tilgængelig blev Grindavík Saltfisk Museum, som præsenterer fiske- og forarbejdningsmetoder, grundlagt.
Grindavík har flere restauranter, hotel, gæstehus, campingplads, flere butikker, banker, sundhedscenter, skoler, bibliotek, udendørs swimmingpool, sportshal, sportsplads, golfbane. Flere firmaer tilbyder udlejningsbiler og arrangerer udflugter med hest eller bil.

## Historie
Landnáma beretter, at omkring år 934 ankom to vikingebosættere, Molda-Gnúpur Hrólfsson og Þórir Haustmyrkur Vígbjóðsson, til Reykjanes-området. Þórir slog sig ned i Selvogur og Krýsuvík, mens Molda-Gnúpur bosatte sig i Grindavík. Molda-Gnúpurs sønner grundlagde tre bosættelser: Þórkötlustaðahverfi, Járngerðarstaðarhverfi og Staðarhverfi. Det moderne Grindavík ligger i dag hovedsageligt i det, der tidligere var Járngerðarstaðarhverfi.
I det 10. århundrede blev der solgt tørfisk til Hanseforbundet fra Grindavík.
Da det danske handelsmonopol blev indført i 1602, blev Grindavík gjort til handelshavn. Stedet havde dog ikke en naturlig havn, i stedet blev bådene trukket i land.
I 1627, midt i Trediveårskrigen, fandt det såkaldte tyrkiske angreb sted. Marokkanske og algeriske Barbary-pirater angreb islandske kystbyer, herunder Grindavík, men især Vestmannaeyjar, med fire skibe med 14 dages mellemrum. De omkring 300 fanger blev ført til Salé og Algier og solgt til slaveri. Den første flotille fra Marokko angreb Grindavík den 20. juni. De fangede 12 eller 15 islændinge og et andet dansk og hollandsk besætningsmedlem, sårede to lokale dødeligt og tog to skibe og andet bytte. De satte derefter kursen mod Bessastaðir , men deres skib kolliderede med en kutter. De sejlede tilbage til Salé, hvor de solgte fangerne til slaveri.
I 1703 havde Grindavík 214 indbyggere, og i 1900 var der 357. I 1909 blev der igen bygget en kirke. Befolkningen i Grindavík var kun 257 i 1930, 267 i 1940 og 492 i 1950. Den steg til 740 i 1960, ti år senere var den 1.169 og i 1980 var den 1.929.
Byens oprindelse kan spores tilbage til Einar Einarssons beslutning om at flytte dertil i 1897 for at bygge og drive en butik. Dengang var befolkningstallet kun omkring 360. Fiskeri havde været en afgørende del af Grindavíks befolkningens overlevelse i århundreder, men fisketurene var ofte farlige, og mændene gik ofte tabt til havs, mens fangsten var ustabil. Situationen ændrede sig dog markant, da en sikrere havn blev etableret ved Hópið i 1939. Fra 1950 begyndte der at ske en alvorlig udvikling inden for fiskeriindustrien. Grindavík blev egen kommune i 1974. Grindavík er kendt for rekreationsområdet Blå Lagune. Med anlæggelsen af en ny havn i Hópið i 1939 blev fiskeforholdene lettere, og fiskeindustrien etablerede sig. Dette gav nye beskæftigelsesmuligheder, så befolkningen voksede markant.

### Seismisk aktivitet og vulkanudbrud 2023-2024
Byen oplevede i 2023-2024 seismisk aktivitet, som forårsagede hundredvis af mindre jordskælv, der beskadigede veje og bygninger og hele Grindavík blev evakueret på grund magma-intrusion under byen. Den islandske meteorologiske tjeneste registrerede betydelige ændringer i seismisk aktivitet nær Sundhnjúkar-kraterrækken nord for Grindavík, samt deformation på Reykjaneshalvøen. Denne seismiske aktivitet flyttede sig sydpå mod Grindavík, hvilket antydede en sandsynlig magma-intrusion under byen.
Den 18. december klokken 21 konstateredes et større jordskælv og klokken ca. 23.15 opstod et stort vulkanudbrud nord for Grindavík, hvor der opstod en ca. fire kilometer lang sprække hvorfra der væltede magma ud med en hastighed på 100 kubikmeter i sekundet.
På morgenen den 14. januar 2024 kl. 8:00 lokal tid gik en vulkansk sprække i udbrud 450 meter fra byen, efterfulgt af en anden sprække, der åbnede sig omkring middag. Lavaen fra udbruddene strømmede ind i byen, brød gennem forsvarsbarriererne og ødelagde tre huse. Borgerne var ikke i fare fra den vulkanske aktivitet, da de allerede var blevet evakueret natten over på grund af en række jordskælv.

## Seværdigheder
Cirka fire kilometer nord for Grindavík ligger Den Den Blå Lagune, en geotermisk kilde, der bruger varmt mineralvand fra det nærliggende Svartsengi-kraftværk til badning.
På halvøen Hópsnes, sydøst for byen ligger fyrtårnet Hópsnesviti fra 1928. I området omkring tårnet ligger nogle rustne vrag af strandede skibe.
Der er to kirker i Grindavík: Den ældre, traditionelt bølgeblikbeklædte Grindavíkurkirkja eldri fra 1909. 1982 blev kirken nedlagt og bygningen har været brugt som børnehave lige siden.
Den større betonkirke Grindavíkurkirkja yngri blev indviet i 1982 efter ti års byggeri og kan rumme 240 personer.
I Kvikan Kulturcenter befinder sig den permanente udstilling "Saltfiskur í sögu þjóðar" (Saltfisk i nationens historie) om saltfiskforarbejdning, som stadig er meget vigtig for Grindavík, med forklaringer på islandsk, engelsk, tysk og fransk.

## Venskabsbyer
- Penistone, Storbritanien
- Rovaniemi, Finland
- Hirtshals, Danmark
- Jonzac, Frankrig
- Piteå, Sverige
- Ílhavo, Portugal